# Roswitha Esser
Roswitha Esser (Bad Godesberg, 18 de enero de 1941) es una deportista alemana que compitió para la RFA en piragüismo en la modalidad de aguas tranquilas.
Participó en tres Juegos Olímpicos de Verano entre los años 1964 y 1972, obteniendo dos medallas de oro, una en la edición de Tokio 1964 y otra en la edición de México 1968. Ganó siete medallas en el Campeonato Mundial de Piragüismo entre los años 1963 y 1971, y siete medallas en el Campeonato Europeo de Piragüismo entre los años 1963 y 1969.

## Palmarés internacional
| Representando al Equipo Alemán Unificado |                           |                   |             |
| Juegos Olímpicos                         |                           |                   |             |
| Año                                      | Lugar                     | Medalla           | Competición |
| 1964                                     | Tokio (Japón)             | Medalla de oro    | K2 500 m    |
| Representando a la RFA                   |                           |                   |             |
| Juegos Olímpicos                         |                           |                   |             |
| Año                                      | Lugar                     | Medalla           | Competición |
| 1968                                     | Ciudad de México (México) | Medalla de oro    | K2 500 m    |
| Campeonato Mundial                       |                           |                   |             |
| Año                                      | Lugar                     | Medalla           | Competición |
| 1963                                     | Jajce (Yugoslavia)        | Medalla de oro    | K2 500 m    |
| 1963                                     | Jajce (Yugoslavia)        | Medalla de plata  | K4 500 m    |
| 1966                                     | Berlín Oriental (RDA)     | Medalla de plata  | K1 500 m    |
| 1966                                     | Berlín Oriental (RDA)     | Medalla de plata  | K4 500 m    |
| 1970                                     | Copenhague (Dinamarca)    | Medalla de oro    | K2 500 m    |
| 1970                                     | Copenhague (Dinamarca)    | Medalla de bronce | K4 500 m    |
| 1971                                     | Belgrado (Yugoslavia)     | Medalla de plata  | K4 500 m    |
| Campeonato Europeo                       |                           |                   |             |
| Año                                      | Lugar                     | Medalla           | Competición |
| 1963                                     | Jajce (Yugoslavia)        | Medalla de oro    | K2 500 m    |
| 1965                                     | Bucarest (Rumania)        | Medalla de bronce | K2 500 m    |
| 1965                                     | Bucarest (Rumania)        | Medalla de bronce | K4 500 m    |
| 1967                                     | Duisburgo (RFA)           | Medalla de bronce | K2 500 m    |
| 1967                                     | Duisburgo (RFA)           | Medalla de plata  | K4 500 m    |
| 1969                                     | Moscú (URSS)              | Medalla de bronce | K2 500 m    |
| 1969                                     | Moscú (URSS)              | Medalla de plata  | K4 500 m    |